# Aš
Aš (Duits: Asch) is een stad in de regio Karlsbad in het westen van Tsjechië. Aš ligt in het Elstergebergte, in een kleine uithoek van Tsjechië, waar het in het oosten én het westen aan Duitsland grenst. Aš maakt deel uit van de microregio Freunde im Herzen Europas, een samenwerkingsverband tussen Duitse en Tsjechische gemeenten.

## Geschiedenis
Asch is gesticht in de 11e eeuw. De eerste heersers over het stadje waren de Voogden van Weida. Naar hen is het Boheemse Vogtland genoemd. In 1281 kwam het gebied aan de Duitse keizer, waarna het in 1331 werd gekocht door Jan de Blinde. In 1394 stierf Konrad von Neuburg zonder mannelijke nakomelingen. De stad werd eigendom van de familie Zedtwitz, doordat Konrad von Zedtwitz getrouwd was met Hedwig von Neuburg. Anderhalve eeuw later, in 1557, claimde Ferdinand I de regio waar Aš toe behoort, en werd deze eigendom van de Boheemse kroon.
De stad Asch was sindsdien een protestantse enclave in het verder katholieke Bohemen. Keizerin Maria Theresia van Oostenrijk beloofde in 1775 godsdienstvrijheid.
In 1854 kregen stad en regio een eigen rechtbank. Daarmee kwam een einde aan vijf eeuwen van heerschappij van de familie Zedtwitz. Tien jaar later werd Asch aangesloten op de spoorweg van Hof naar Eger (tegenwoordig Cheb) door middel van Spoorlijn 148. Dankzij de sterk gegroeide bevolking en de bloei van de plaatselijke textielindustrie kreeg Asch in 1872 de status van stad.
Toen na de Eerste Wereldoorlog de Oostenrijks-Hongaarse dubbelmonarchie uiteenviel, ontstond de nieuwe staat Tsjecho-Slowakije. De vrijwel uitsluitend Duitstalige bevolking van Asch en Eger, die met hun tweede naam in het Tsjechisch nu Aš en Cheb heetten, opteerde op dat moment voor aansluiting bij Beieren. Een (Tsjechische) Soldatenraad, die eind 1918 de politieke macht in de streek uitoefende, behield het gebied voor de nieuwe republiek. Daarmee werd de kiem gelegd voor een lang voortslepend minderhedenprobleem in Tsjecho-Slowakije. Het Duits werd in het nieuwe land geen officiële landstaal, hoewel er meer Duitstaligen dan Slowaken waren en Slowaaks naast Tsjechisch wél een gelijkberechtigde taal werd. Omdat de Duitstaligen in dit deel van Bohemen meer dan 70% van de bevolking uitmaakten werd het Duits er wel de eerste bestuurstaal. 
De Duitstaligen (Sudeten-Duitsers) organiseerden zich in de steeds militanter wordende Sudeten-Duitse Partij (SdP) van Konrad Henlein. Deze kreeg, zeker vanaf 1933, steun vanuit Duitsland en kon in 1937 de politiek in de streek bepalen. Na het Verdrag van München mocht Duitsland het Sudetenland annexeren, en op 31 maart namen partijmilities het gezag over en verlieten de meeste Tsjechen de stad; bij de volkstelling van 1930 ging het om 0,5% ofwel 113 personen. Op 3 oktober 1938 trokken de Duitse troepen binnen en werd het gebied ingedeeld bij de Reichsgau Sudetenland.  
Aan het einde van de Tweede Wereldoorlog waren het op 20 april 1945 troepen van het Amerikaanse leger die de stad innamen. Omdat Tsjecho-Slowakije tot de invloedssfeer van de Sovjet-Unie werd gerekend, maakten de Amerikanen in november van datzelfde jaar plaats voor Russische troepen.
Al in juni 1945 waren de Tsjechische burgerautoriteiten begonnen met het onteigenen van Duits bezit en het ontnemen van de burgerrechten op grond van de Beneš-decreten. Een deel van de bevolking was al gevlucht, de rest van de oorspronkelijk circa 23.000 Duitstalige bewoners werd nu onder vaak barre omstandigheden gedeporteerd. Tsjechen, Slowaken en Roma namen hun plaats in, maar de stad kreeg nooit meer het oorspronkelijke bevolkingsaantal van voor 1945. Al langere tijd  blijft dat bij de helft daarvan steken.

## Zustersteden
- Plauen, Duitsland
- Oelsnitz (Vogtland), Duitsland
- Fiumefreddo di Sicilia, Italië

Aš · 
Cheb · 
Dolní Žandov · 
Drmoul · 
Františkovy Lázně · 
Hazlov · 
Hranice · 
Krásná · 
Křižovatka · 
Lázně Kynžvart · 
Libá · 
Lipová · 
Luby · 
Mariënbad (Mariánské Lázně) · 
Milhostov · 
Milíkov · 
Mnichov · 
Nebanice · 
Nový Kostel · 
Odrava · 
Okrouhlá · 
Ovesné Kladruby · 
Plesná · 
Podhradí · 
Pomezí nad Ohří · 
Poustka · 
Prameny · 
Skalná · 
Stará Voda · 
Teplá · 
Trstěnice · 
Třebeň · 
Tři Sekery · 
Tuřany · 
Valy · 
Velká Hleďsebe · 
Velký Luh · 
Vlkovice · 
Vojtanov · 
Zádub-Závišín
*